# 千葉県道165号横田停車場上泉線
千葉県道165号横田停車場上泉線（ちばけんどう165ごう よこたていしゃじょうかみいずみせん）は、千葉県袖ケ浦市を走る一般県道。

## 路線データ

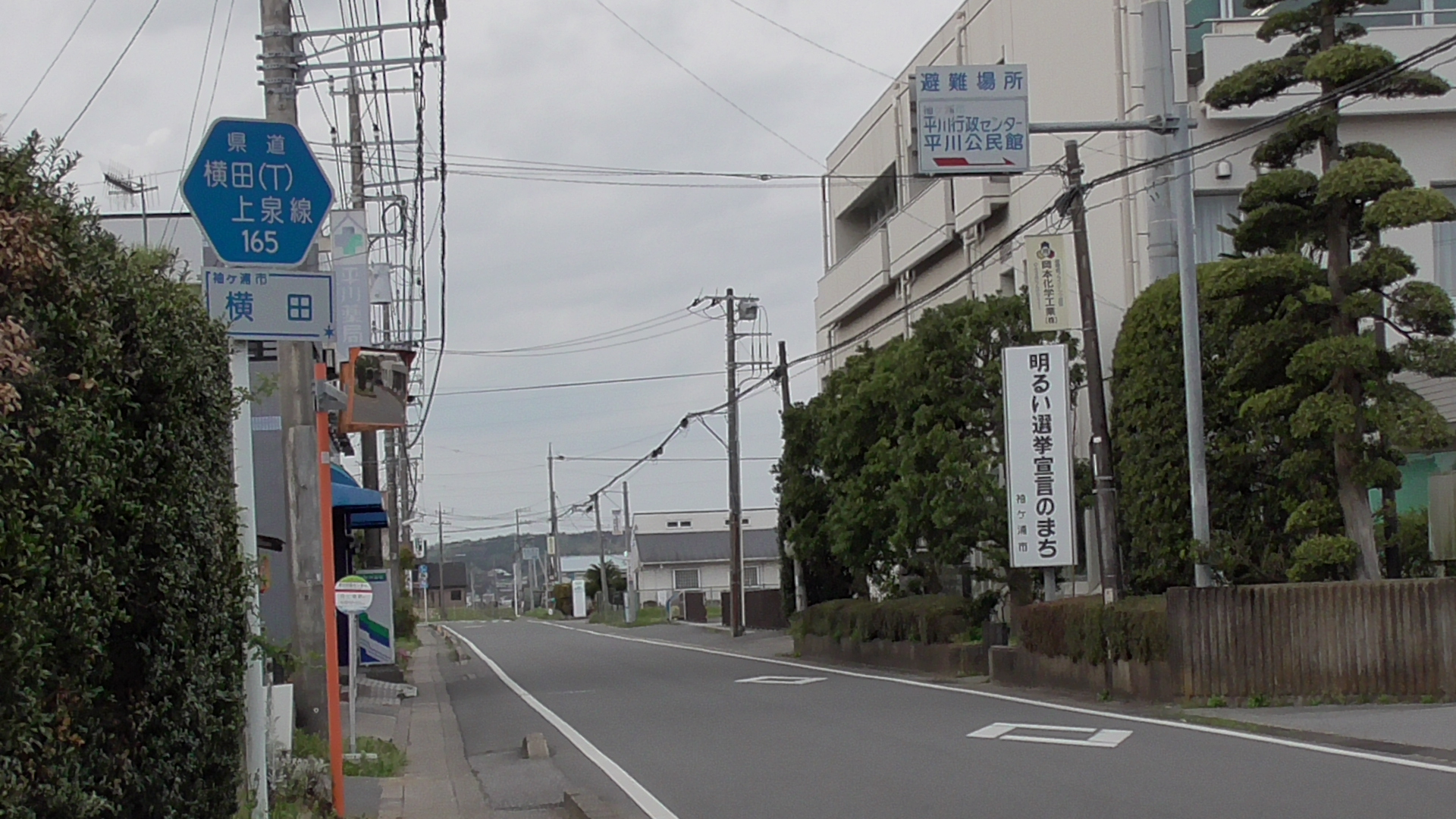
起点付近の県道165号。奥方は終点方面に向かう。(2016年4月)

- 起点：袖ケ浦市横田 横田停車場[1]（久留里線横田駅）
- 終点：袖ケ浦市上泉[1]（千葉県道143号南総昭和線交点）
- 総延長：5.109 km（君津土木事務所管内：5.109 km[1]）
- 重用延長：1.560 km（君津土木事務所管内：1.560 km）
- 実延長：3.549 km（君津土木事務所管内：3.549 km[1]）

## 重複区間
- 国道409号（横田駅入口交差点 - 東横田駅北側）

## 地理

### 通過する自治体
- 袖ケ浦市

### 交差する道路
- 国道409号 - 袖ケ浦市横田（横田駅入口交差点）
- 千葉県道145号長浦上総線 - 袖ケ浦市横田（横田上宿交差点）
- 千葉県道33号君津平川線 - 袖ケ浦市横田（横田小路交差点）
- 千葉県道167号馬来田停車場中川線 - 袖ケ浦市横田（久留里線東横田駅の南側）
- 国道409号 - 袖ケ浦市横田（久留里線東横田駅の北側）
- 千葉県道24号千葉鴨川線 - 袖ケ浦市野里
- 千葉県道143号南総昭和線 - 袖ケ浦市永吉（終点）

### 沿線
- 横田駅
- 尾張屋横田店
- ヤックスドラッグ横田店
- コメリ横田店
- 東横田駅
- 平川行政センター
- 袖ケ浦市立平川中学校
- 袖ケ浦市立平岡小学校
- 東京ドイツ村